# Marienmünster
Marienmünster ist eine 1970 im Zuge der Gemeindegebietsreform neu gebildete ostwestfälische Stadt in Nordrhein-Westfalen, Deutschland, und gehört zum Kreis Höxter. Namensgeber der Stadt ist das ehemalige Benediktinerkloster Marienmünster, das im 12. Jahrhundert errichtet wurde. In Marienmünster, das sich auf einer Fläche von rund 64 km² erstreckt, leben etwa 5000 Einwohner. Die städtischen Behörden und weitere zentrale öffentliche Einrichtungen, wie z. B. Schulen, haben ihren Sitz im Ortsteil Vörden, das zwar kleiner ist als das benachbarte Bredenborn, aber den Vorteil der zentraleren Lage bietet.

## Geografie

### Geografische Lage
Marienmünster liegt im Nordosten von Nordrhein-Westfalen im Naturpark Teutoburger Wald / Eggegebirge. Die Stadt liegt im Kreis Höxter, dem östlichsten Kreis des Landes, im Weserbergland.
Wichtige Gewässer im Stadtgebiet sind die Niese und die Brucht.
Das Relief des Stadtgebiets ist stark gewellt, Kuppen und Senken wechseln sich kleinräumig ab. Der höchste Punkt liegt südöstlich von Bremerberg auf etwa 340 m ü. NN, der niedrigste Punkt am Abfluss der Niese aus dem Stadtgebiet bei rund 162 m ü. NN.

### Geologie

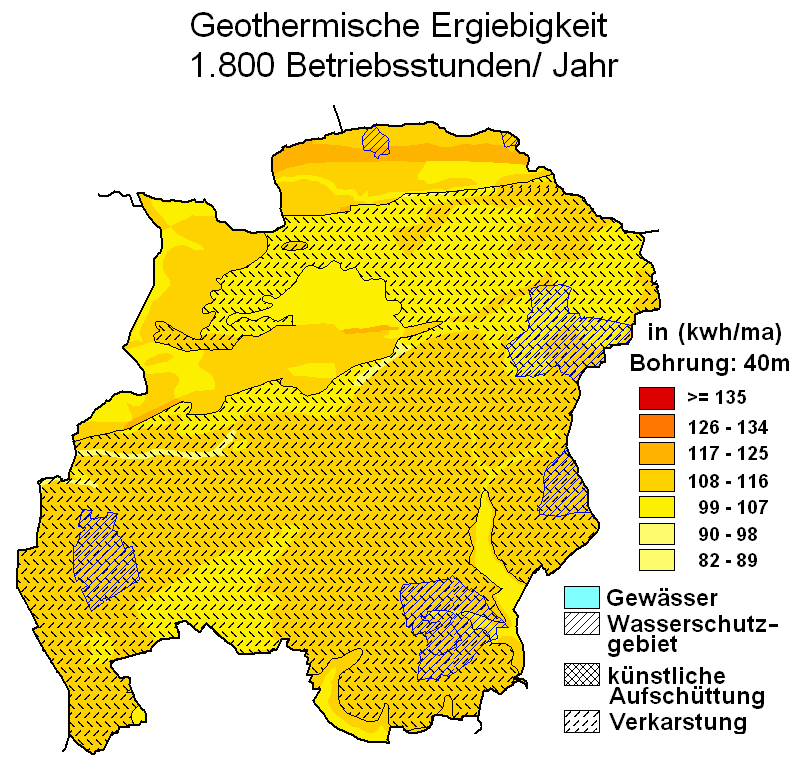
Geothermische Karte von Marienmünster

Der Festgesteinsuntergrund im Stadtgebiet wird wesentlich aus Ton-, Mergel- und Sandsteinen des Erdmittelalters bestimmt, im südlichen Randbereich auch aus Kalksteinen. Diese Sedimentgesteine sind hier zwischen einem und 1,5 km stark und stammen aus Trias und Jura. Sie wurden im Lauf der Erdgeschichte zu einem Bruchfaltengebirge gefaltet, zerbrochen und herausgehoben.
Tiefer liegt ein Festgesteinssockel, der aus Gesteinen des Erdaltertums (Devon, Karbon und Perm) besteht. Im flachwelligen westlichen Teil des Stadtgebiets, der zur Steinheimer Börde gehört, ist der Festgesteinsuntergrund von Lockergesteinen des Eiszeitalters (Kies, Sand und Löss) bedeckt.
Kalksteine, Sandsteine und Tonmergelsteine der Trias sind die wichtigsten Grundwasserleiter. Zum Teil sind die Grundwässer jedoch durch Lösung von Gips und Steinsalz im tieferen Untergrund versalzen, so dass sie nicht als Trinkwasser verwendet werden können.
Die Böden im Gebiet von Marienmünster sind sehr vielfältig und wechseln kleinräumig. Im Süden, Westen und Nordwesten treten vorrangig schluffig-lehmige Parabraunerden auf, zum Teil wegen Staunässe auch als Pseudogley; sie werden ackerbaulich genutzt. Im Norden finden sich über Ton- und Mergelsteinen der Trias nährstoffreiche schluffig-tonige bis tonige Braunerden und Pseudogley-Braunerden, auch sie werden ackerbaulich genutzt, in einzelnen Fällen bieten sie Laub- oder Mischwäldern Raum.
Im Osten kommen neben den bereits oben beschriebenen Böden auf größeren zusammenhängenden Flächen Pseudogleye vor, die ausschließlich Ackerbaustandorte sind.
Im Süden und Südosten finden sich in einem Rahmen aus tonigem Lehm und lehmigem Tonwerden Braunerden Kalkstein-Verwitterungsböden. Auch hier herrscht landwirtschaftliche Nutzung vor, lediglich in Fällen großer kleinflächiger Höhenunterschiede findet sich Buchenwald. In Bachtälern haben sich Gleye entwickelt, die eine Grünlandnutzung erfahren.
Marienmünster eignet sich durchweg gut bis sehr gut zur Nutzung von geothermischen Wärmequellen mittels Erdwärmesonde und Wärmegewinnung durch Wärmepumpenheizungen (vgl. dazu die nebenstehende Karte).

### Ausdehnung und Nutzung des Stadtgebiets
Die als „Kleine Landgemeinde“ klassifizierte Stadt umfasst eine Fläche von 64,35 km². Die größte Ausdehnung in Nordsüdrichtung beträgt etwa 9,8 km und in Ostwestrichtung etwa 9,2 km.
Zentralort der Stadt Marienmünster ist der Stadtteil Vörden, wo sich auch die Stadtverwaltung und alle wichtigen öffentlichen Einrichtungen befinden.
| Fläche nach Nutzungsart | Landwirt- schafts- fläche | Wald- fläche | Gebäude-, Frei- und Betriebsfläche | Verkehrs- fläche | Wasser- fläche | Sport- und Grünfläche | sonstige Nutzung |
| ----------------------- | ------------------------- | ------------ | ---------------------------------- | ---------------- | -------------- | --------------------- | ---------------- |
| Fläche in km²           | 45,63                     | 11,71        | 2,77                               | 3,16             | 0,49           | 0,32                  | 0,27             |
| Anteil an Gesamtfläche  | 70,91 %                   | 18,20 %      | 4,30 %                             | 4,91 %           | 0,76 %         | 0,50 %                | 0,42 %           |

### Nachbargemeinden
|         | Schieder-Schwalenberg                       | Lügde  |
| Nieheim | Kompassrose, die auf Nachbargemeinden zeigt | Höxter |
|         | Brakel                                      |        |

Beginnend im Norden grenzen im Uhrzeigersinn an Marienmünster die Städte Schieder-Schwalenberg und Lügde im Kreis Lippe sowie Höxter, Brakel und Nieheim im Kreis Höxter.

### Stadtgliederung
Nach § 3 Abs. 1 ihrer Hauptsatzung gliedert sich die Stadt Marienmünster in folgende 13 Bezirke/Ortschaften, die vor 1970 eigenständige Gemeinden im Amt Vörden waren:
| Ortsteil      | Einwohner 2020 | Einwohner 2015 | Einwohner 2012 | Einwohner 2009 | Einwohner 2006 | Fläche in km² | Gliederung von Marienmünster |
| ------------- | -------------- | -------------- | -------------- | -------------- | -------------- | ------------- | ---------------------------- |
| Altenbergen   | 450            | 0473           | 0486           | 0497           | 0508           | 08,15         | Gliederung von Marienmünster |
| Born          | 84             | 0099           | 0098           | 0108           | 0103           | 02,80         | Gliederung von Marienmünster |
| Bredenborn    | 1382           | 1456           | 1497           | 1651           | 1604           | 13,44         | Gliederung von Marienmünster |
| Bremerberg    | 93             | 0100           | 0109           | 0120           | 0123           | 03,36         | Gliederung von Marienmünster |
| Eilversen     | 70             | 0080           | 0078           | 0086           | 0083           | 01,54         | Gliederung von Marienmünster |
| Großenbreden  | 100            | 0095           | 0093           | 0104           | 0107           | 01,65         | Gliederung von Marienmünster |
| Hohehaus      | 149            | 0166           | 0190           | 0195           | 0206           | 02,17         | Gliederung von Marienmünster |
| Kleinenbreden | 113            | 0116           | 0127           | 0131           | 0133           | 00,93         | Gliederung von Marienmünster |
| Kollerbeck    | 689            | 0734           | 0744           | 0764           | 0773           | 07,57         | Gliederung von Marienmünster |
| Löwendorf     | 227            | 0241           | 0249           | 0253           | 0259           | 05,41         | Gliederung von Marienmünster |
| Münsterbrock  | 102            | 0098           | 0110           | 0117           | 0124           | 06,07         | Gliederung von Marienmünster |
| Papenhöfen    | 220            | 0216           | 0224           | 0230           | 0229           | 02,49         | Gliederung von Marienmünster |
| Vörden        | 1261           | 1273           | 1331           | 1375           | 1399           | 08,78         | Gliederung von Marienmünster |
| Gesamt        | 4940           | 5147           | 5336           | 5541           | 5651           | 64,36         | Gliederung von Marienmünster |

Die angegebenen Einwohnerzahlen ergeben sich aus Fortschreibungen des Kreises Höxter auf dem Stand vom 31. Dezember 2020, Januar 2009 und Dezember 2006. Flächen der Ortsteile laut Katasteramt Kreis Höxter.
Die Stadtverwaltung hat ihren Sitz in Vörden.

### Klima
Klimadaten für Marienmünster sind nicht verfügbar, daher werden zur Darstellung der Temperaturen Daten des etwa zehn Kilometer südwestlich gelegenen Bad Driburg und für Niederschläge die Daten des nur etwa acht Kilometer westlich angrenzenden Nieheim herangezogen. Bei der Beurteilung ist zu berücksichtigen, dass Bad Driburg etwa 50 Meter niedriger liegt, während Nieheim auf etwa gleicher Höhe gelegen ist.
Marienmünster gehört der gemäßigten Klimazone Mitteleuropas an und liegt im Bereich des subatlantischen Seeklimas. Die Winter sind unter atlantischem Einfluss meist mild und die Sommer mäßig warm. Die Jahresmitteltemperatur liegt bei etwa 8,5–9 °C.
Durch die Lage im subatlantischen Seeklima herrscht ganzjährig ein humides Klima mit relativ gleich verteilten Niederschlägen vor. Insgesamt fallen an der westlich gelegenen Messstation Nieheim im langjährigen Mittel 908,4 mm Niederschlag jährlich und damit deutlich mehr als im deutschen Mittel (700 mm).
Das Bioklima von Marienmünster-Vörden und Umgebung weist eine große Vielfalt von Reizfaktoren verschiedener Intensität und Schonfaktoren auf, so dass hier gute Voraussetzungen für eine erfolgversprechende Anwendung des Klimas in der Therapie bestehen. Das gilt für alle Jahreszeiten, ausgenommen die Wintermonate, es sei denn, dass Schnee auf den Höhen des Weserberglandes, Teutoburger Waldes und Eggegebirges liegt und kontinental beeinflusstes, trocken-kaltes Wetter herrscht.
|                        | Jan  | Feb  | Mär  | Apr  | Mai  | Jun  | Jul  | Aug  | Sep  | Okt  | Nov  | Dez  |   |       |
| Mittl. Temperatur (°C) | 0,9  | 1,6  | 4,3  | 7,9  | 12,4 | 15,3 | 16,8 | 16,7 | 13,8 | 10,1 | 5,2  | 2,3  | ⌀ | 9     |
| Mittl. Tagesmax. (°C)  | 5,2  | 5,5  | 6,3  | 11,2 | 14,1 | 17,5 | 20,6 | 19,6 | 16,2 | 12,3 | 7,2  | 4,9  | ⌀ | 11,7  |
| Mittl. Tagesmin. (°C)  | −3,3 | −2,3 | 1,4  | 6,0  | 10,5 | 13,6 | 14,5 | 14,9 | 10,6 | 5,4  | 2,0  | −2,2 | ⌀ | 6     |
|                        |      |      |      |      |      |      |      |      |      |      |      |      |   |       |
| Niederschlag (mm)      | 86,9 | 61,0 | 72,3 | 64,3 | 78,4 | 83,7 | 77,4 | 79,5 | 64,7 | 58,1 | 82,5 | 99,6 | Σ | 908,4 |

| −3,3 |

| −2,3 |

| 1,4 |

| 6,0 |

| 10,5 |

| 13,6 |

| 14,5 |

| 14,9 |

| 10,6 |

| 5,4 |

| 2,0 |

| −2,2 |

| −3,3 |

| −2,3 |

| 1,4 |

| 6,0 |

| 10,5 |

| 13,6 |

| 14,5 |

| 14,9 |

| 10,6 |

| 5,4 |

| 2,0 |

| −2,2 |

| N i e d e r s c h l a g | 86,9 | 61,0 | 72,3 | 64,3 | 78,4 | 83,7 | 77,4 | 79,5 | 64,7 | 58,1 | 82,5 | 99,6 |
|                         | Jan  | Feb  | Mär  | Apr  | Mai  | Jun  | Jul  | Aug  | Sep  | Okt  | Nov  | Dez  |

Niederschlagsdiagramm Nieheim

Zum Klima in der Region Ostwestfalen-Lippe, zu der die Stadt gehört, siehe auch den Artikel Klima in Ostwestfalen-Lippe.

## Geschichte
Marienmünster gehörte seit der Gründung zur weltlichen Herrschaft des Bistums Paderborn, ursprünglich im Herzogtum Sachsen. Ab dem 14. Jahrhundert bildete sich das Territorium Hochstift Paderborn im Heiligen Römischen Reich, darin ab dem 16. Jahrhundert zum niederrheinisch-westfälischen Reichskreis. 1802/03 wurde das Hochstift vom Königreich Preußen besetzt. In napoleonischer Zeit war der Ort Teil des Königreiches Westphalen. Seit 1815 gehörte Marienmünster endgültig zum Königreich Preußen, ab 1871 war es Teil des Deutschen Reiches. Von 1945 bis 1949 war Marienmünster Teil der britischen Besatzungszone, ab 1946 staatlich regiert vom Land Nordrhein-Westfalen bzw. ab 1949 auch durch die Bundesrepublik Deutschland.

### Geschichte der Ortsteile
Da die Stadt Marienmünster erst im Zuge der Gebietsreform 1970 entstanden ist, gibt es keine zentrale Geschichtsschreibung für das heutige Stadtgebiet. Die geschichtliche Entwicklung ist demzufolge den einzelnen Ortsteilen zugeordnet.

#### Altenbergen
Altenbergen dürfte zur Zeit von Kaiser Karl dem Großen (748–814) gegründet worden sein. Sankt Martin war der Nationalheilige der Franken und die Kirche in Altenbergen wurde ihm geweiht. Altenbergen fand die erste urkundliche Erwähnung im Archidiakonatsverzeichnis, das den Pfarrort als zum Sitz Steinheim gehörend ausweist. Im Jahr 1324 wurde die Pfarrei Altenbergen von Bischof Bernhard V. von Paderborn an das Benediktinerkloster Marienmünster übergeben. Im 14. und 15. Jahrhundert wurde Altenberg wiederholt von Räuberbanden überfallen, von durchziehenden Truppen geplündert und von der Bevölkerung verlassen. Am Ende des 15. Jahrhunderts stand in Altenbergen nur noch die alte Kirche. Erst im folgenden Jahrzehnt wurde der Ort neu besiedelt und entwickelte sich zum Dorf. Zur gleichen Zeit traten die Bewohner Altenbergens unter dem Einfluss der Herren von Haxthausen zum lutherischen Bekenntnis über, doch schon 1617 vertrieben sie den lutherischen Pastor und wurden wieder katholisch.
Im Dreißigjährigen Krieg (1618–1648) hatte Altenbergen unter Einquartierungen, Plünderungen und Zerstörungen fremder Truppen stark gelitten. Pfarrer Liberius Maus ließ 1662 das im Krieg zerstörte Pfarrhaus neu errichten, musste sich jedoch beim Bau einer Schule gegen den Willen der Bewohner durchsetzen. Wie viele Orte in der Region wurde auch Altenbergen von Feuersbrünsten heimgesucht. Im Jahr 1617 brannten 33 Häuser ab und am Passionssonntag 1781 kam es zu einem Brand, dem das Pfarrhaus und sieben weitere Häuser zum Opfer fielen. Die aus dem 13. Jahrhundert stammende alte Kirche war so massiv gebaut, dass sie alle Feuersbrünste überstand. Man riss sie erst 1899 ab und baute eine neue Kirche, die allerdings schon 1961 wegen Baufälligkeit ebenfalls abgerissen werden musste. Ein neuerbautes Gotteshaus wurde noch im gleichen Jahr von Weihbischof Nordhus geweiht. Von 1908 bis 1911 entstand das historische Windrad östlich von Altenbergen und diente bis 1959 zur Versorgung der Bewohner mit Frischwasser. Es ist ein Wahrzeichen des Ortes und darüber hinaus ein bedeutendes technisches Denkmal.

#### Born
Born hieß früher Elbrachtessen, Elbrechsen, Elbrexen und Elbexter und gehörte ehemals den Grafen von Schwalenberg, die im 13. Jahrhundert ihre dortigen Besitztümer dem Kloster Marienmünster verkauften oder schenkten. Es kam in der Folge zu diversen Streitigkeiten zwischen dem Kloster und den Herren von Oeynhausen, den Pfandherren der Oldenburg. Es ging dabei um die Schnatgrenze zwischen den Feldmarken der Oldenburg und Elbrachtessen. In einem Vergleich wurde 1554 festgelegt, dass die Bauern ihre Frondienste zur Hälfte auf der Oldenburg und zur anderen Hälfte auf dem Klostergut ableisten mussten. In alten Lehnsbriefen von 1565 erscheint die Ortsbezeichnung Borun mit dem Felde zu Elbrechtsen, woraus schließlich Born entstanden sein könnte.
Zu einem heftigen Konflikt kam es im 17. und 18. Jahrhundert zwischen den Bauern und dem Kloster Marienmünster. Der fast 100 Jahre andauernde Streit ging um Huderechte in der Bornschen Feldmark und wurde schließlich am 2. Juli 1774 durch das Hof- und Provinzialgericht zu Paderborn entschieden. Die Borner Bauern bekamen Recht und durften ihr Vieh ab Martini in der Feldmark weiden lassen und als Tränke den zum Kloster gehörenden Greventeich nutzen. Nach der Säkularisation des Klosters gelangte der Klosterhof in den Besitz der Gemeinde Born. Das 1817 errichtete Nebenzollamt an der Grenze zum Fürstentum Lippe wurde bereits 1818 wegen schlechter Wege wieder geschlossen.

#### Bredenborn

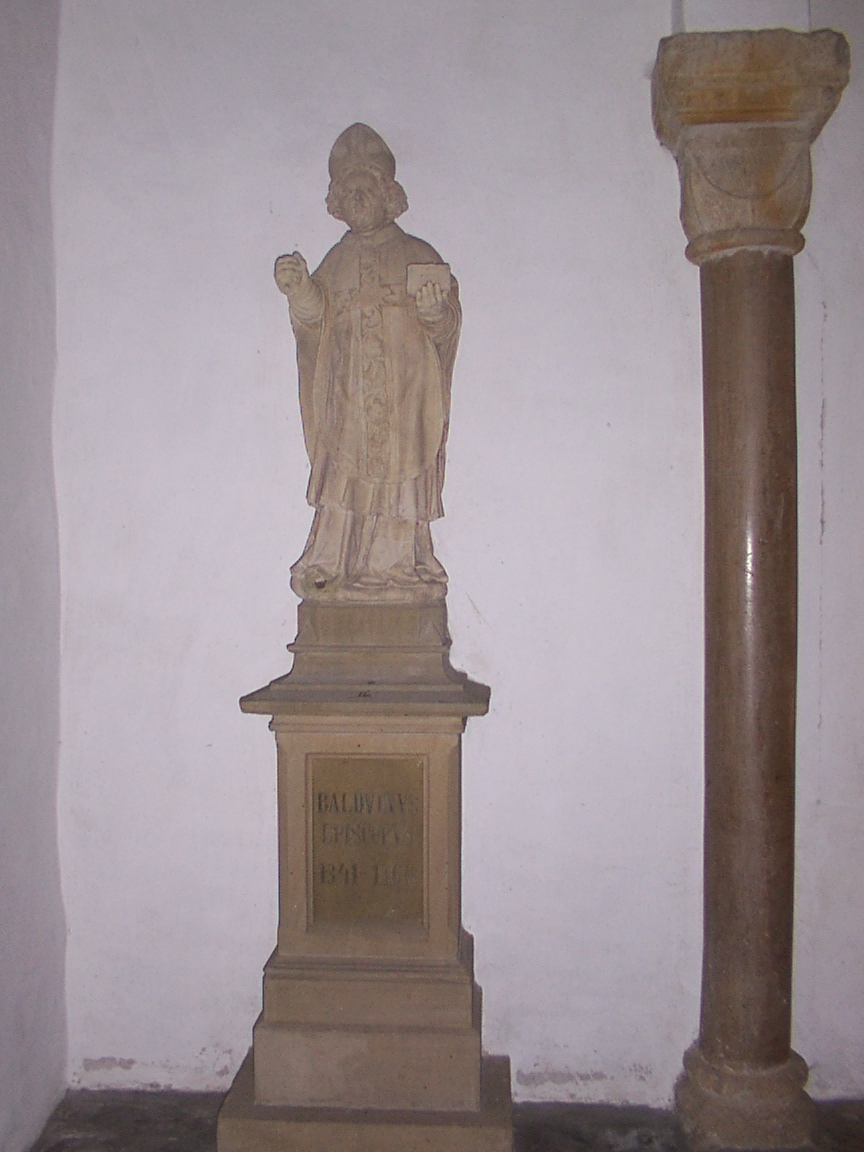
Standbild Bischof Balduins im Paderborner Dom

Die früheste Besiedlung fand vermutlich schon im 7. oder 8. Jahrhundert statt. Urkundliche Erwähnung fand Bredenborn erstmals im Jahr 1128 unter dem Namen Bredinburne im Zusammenhang mit der Stiftung des Klosters Marienmünster durch Graf Widukind von Schwalenberg. Gleichzeitig übertrug Bischof Bernhard von Paderborn seinen Besitz in Bredenborn an das Kloster. Der Wirtschaftshof des Klosters könnte in der Nähe des Bornteiches gelegen haben. Ab 1138 erhielt das Kloster den Zehnten aus Bredenborn und die leibeigenen Bauern mussten die umliegenden Felder bewirtschaften.
In der Zeit der Fehden im 14. Jahrhundert ließ Abt Hermann von Mengersen die Burg Bredenborn bauen und das Dorf wurde gegen Räuber und plündernde Truppen befestigt. Bereits 1323 war der Ort von einer Mauer mit Wassergraben umschlossen und Bedienstete des Klosters waren für den Schutz verantwortlich. 1330 erhielt Bredenborn die Stadtrechte. 1341 übernahm der Paderborner Bischof Balduin von Steinfurt die Herrschaft über Bredenborn, die 200 Jahre zuvor an das Kloster übertragen worden war. 1652 wurde eine Kirche gebaut, die dem Patron Sankt Joseph und der Heiligen Agatha geweiht war, und Bredenborn wurde zum selbständigen Pfarrort. Zur Zeit der Reformation wurden die Mönche in das Kloster zur Glaubenswahrung zurückgerufen und die Bewohner Bredenborns mussten in dieser Zeit den dortigen Gottesdienst aufsuchen. Damit war gewährleistet, dass die Bredenborner nicht zum lutherischen Glauben konvertierten.
Wie die benachbarten Gemeinden hatte auch Bredenborn im Dreißigjährigen Krieg unter Truppeneinquartierungen und Plünderungen zu leiden. Darüber hinaus gab es Pestepidemien in den Jahren von 1672 bis 1676 und eine Hungersnot, die 1684 durch anhaltende Dürre entstanden war. Die häufigen Brandkatastrophen dieser Zeit waren allerdings in Bredenborn nicht so verheerend wie häufig in anderen Orten. Das lag möglicherweise an der Bredenbornerischen Feuerordnung von 1746, in der bestimmt wurde, dass den schnellsten Bürgern bei der Brandbekämpfung Prämien gezahlt wurden.
Infolge der Säkularisation verlor das Paderborner Domkapitel in Bredenborn seine Liegenschaften und 1812 verfügte die preußische Regierung die Aufteilung des Vermögens. 1814/15 wurde die Stadt mit ihren nicht einmal 800 Einwohnern in das Königreich Preußen eingegliedert. In Bredenborn feierte die Liborianische Bruderschaft im Jahr 1747 das erste Liborifest. Die Liborikapelle stammt aus dem Jahr 1812.

#### Bremerberg
Bremerberg zählte dem Corveyschen Schenkungsregister aus dem 9. und 10. Jahrhundert zufolge zu den ältesten Besitzungen des Stiftes. Der Ortsname entwickelte sich aus den früheren Bezeichnungen Breme, Bremen und Lüttekenbremen. Zur Stiftung des Klosters Marienmünster durch Graf Widekind I. von Schwalenberg im Jahr 1128 gehörte auch der Klosterhof zu Bremen. Darüber hinaus erwarb das Kloster im Jahr 1287 den Zehnten im Dorf durch Kauf von den Schwalenberger Grafen Adolf und Albert.
Zur Zeit des Fehderechts im 14. Jahrhundert und wegen fortdauernder Überfälle und Plünderungen wurde das Dorf Lüttekenbremen auf Veranlassung des Klosters durch die Brüder Volmer und Heinrich von Wehrdere geschützt und verteidigt.
Die Bauern aus Bremerberg mussten ab 1554 ihre Frondienste zur Hälfte auf der Oldenburg und zur andern Hälfte für das Kloster leisten. Nach der Säkularisation verblieb der Klosterhof in Erbpacht, der dazugehörige Wald jedoch kam in Staatsbesitz.

#### Eilversen
Eilversen hieß im späten Mittelalter Eilverdessen und wird erstmals in den Corveyer Lehnsregistern des Abtes Erkenbert in Zusammenhang mit einigen dortigen Höfen genannt. Einige Jahre danach gehörte Eilversen zum Besitz des Klosters Marienmünster. Im 14. Jahrhundert veränderten sich die Besitzverhältnisse wiederum und nun gehörte das Dorf zum Samtamt Oldenburg, das sich die Edelherren zur Lippe und der Bischof von Paderborn teilten. Im 13. Jahrhundert lebte dort ein Adelsgeschlecht, das den Namen des Dorfes übernahm. Ritter Ludolf von Eilverdessen, Gemahlin Rixa und Sohn Johannes gehörten zum Gefolge der Grafen zu Schwalenberg und des Bischofs von Paderborn. Auch in Eilversen konnte die Reformation keinen Fuß fassen. Ab 1589 gehörte der Ort zur Pfarrei Altenbergen und damit zum Kloster Marienmünster.

#### Großenbreden
Großenbreden ist, ebenso wie Kleinenbreden und Papenhöfen, um 1600 aus dem Dorf Wenden entstanden. Der Ort wurde in den Registern des Klosters Corvey um 980 als Wynithun erwähnt. Hier hatten sich aus Marienmünster stammenden Mönche den Zehnten erworben. Im 16. Jahrhundert teilte sich das Gebiet in die Dörfer Großenbreden, Kleinenbreden und Papenhöfen, heute alles Ortsteile der Stadt Marienmünster. Die denkmalgeschützte Kapelle wurde 1747 errichtet und ist dem Heiligen Jakobus geweiht.

#### Hohehaus
Hohehaus hieß im Mittelalter Dungen und wird schon um 825 in den Corveyer Güterschenkungsregistern erwähnt. Das Kloster Corvey erhielt zu dieser Zeit mehrere Schenkungen, zu denen in Dungen ein Haupthof und 22 Hufen Land gehörten. Auch das Kloster Marienmünster hatte hier zu Beginn des 14. Jahrhunderts Besitzungen erworben, die der Abt Hermann von Mengersen vom Grafen von Everstein und dessen Sohn um 1340 schützen und verteidigen ließ. Um 1360 gingen die Corveyer Güter in den Besitz der Grafen von Pyrmont über, der sie 1407 als direkte Lehen an die Familie von Kanne in Lügde samt Zehnten und der Gerichtsbarkeit übergab. Im Verlauf des 16. Jahrhunderts entwickelte sich zwischen den Grafen von Pyrmont und dem Kloster Corvey ein Grenzstreit, der schließlich 1535 in einem Vergleich endete. Dungen fiel an die Familie Kanne, während Corvey den Hof zu Drenkhusen als Ausgleich erhielt. Im Jahr 1595 taucht der Name Dungen noch als Dorfbezeichnung auf, während in einer Urkunde von 1602 zu lesen ist: Dorf zu Dungen, so itzo das Hagehauß genannt. Seit 1660 erscheint nur noch der neue Name Hohehaus.
Hohehaus hatte gemeinsam mit Löwendorf unter den Folgen diverser kriegerischer Auseinandersetzungen besonders stark zu leiden. Hier sind die Eversteiner Fehde (1403–1407), der Dreißigjährige Krieg (1618–1648) und der Siebenjährige Krieg (1756–1763) zu nennen, die fast zur vollständigen Zerstörung der Orte führten.

#### Kleinenbreden
Kleinenbreden entstand, ebenso wie Großenbreden und Papenhöfen, aus einem Ort, der um 1430 Wenden hieß, in den Registern des Klosters Corvey jedoch im Jahr 980 mit Wynithun bezeichnet wird. Hier hatten Mönche aus Marienmünster den Zehnten erworben. Im 16. Jahrhundert teilte sich das Gebiet in die Dörfer Großenbreden, Kleinenbreden und Papenhöfen, heute alles Ortsteile der Stadt Marienmünster.

#### Kollerbeck

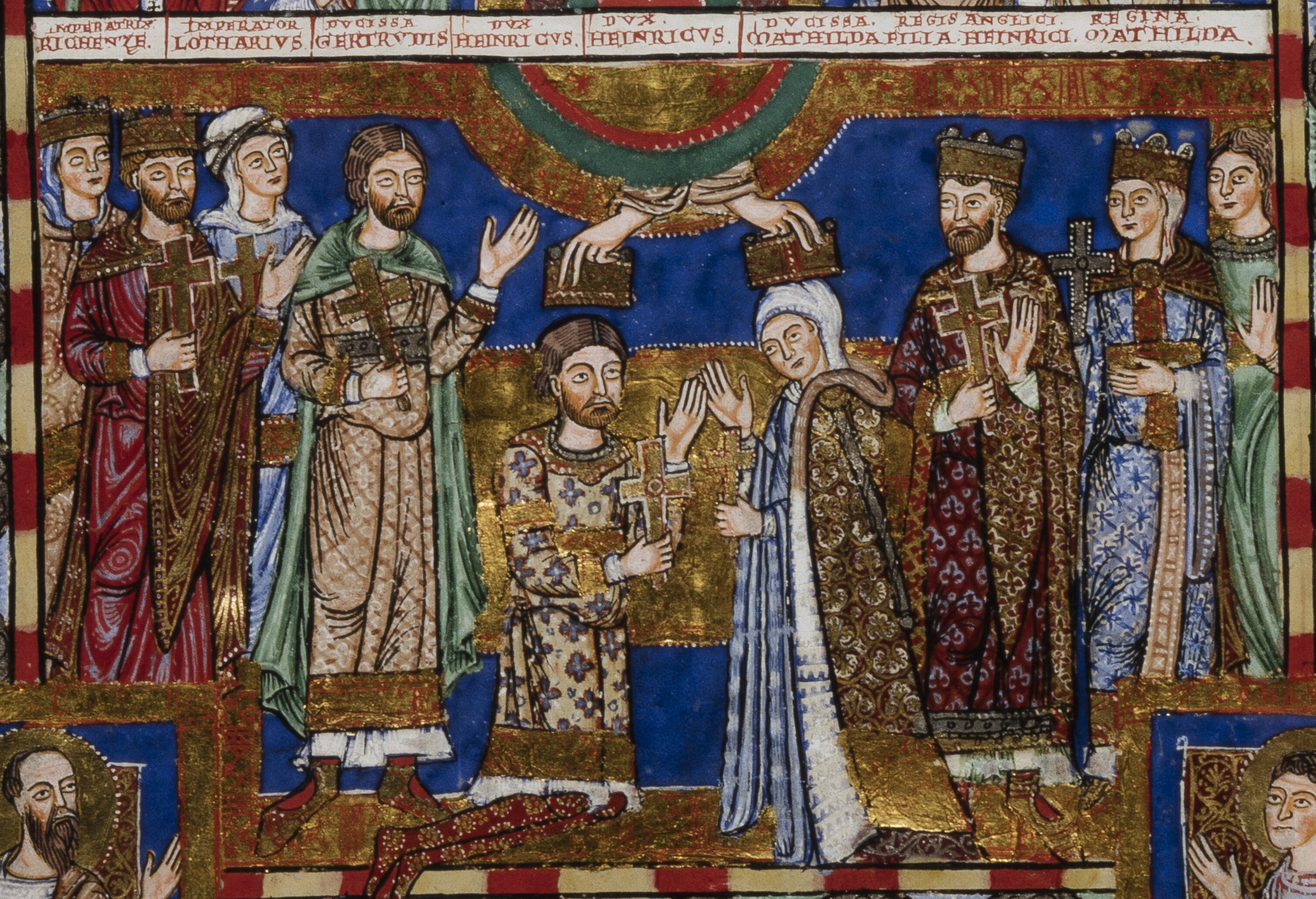
Krönung Heinrichs des Löwen und Mathildes

Kollerbeck ist geschichtlich eng mit der in der Nähe liegenden Oldenburg verbunden. Erstmals urkundlich erwähnt wird Kollerbeck in einem Verzeichnis der Güter, die Erzbischof Philipp von Köln im Jahr 1184 für die Kirche erwarb. Dieser wurde nach dem erfolgreichen Krieg gegen Herzog Heinrich der Löwe (1180–1181) Herr über die Grafschaft Schwalenberg. Er erwarb 1184 von Widukind das Eigengut Oesdorf bei Pyrmont und den lehensfreien Grundbesitz des Grafen in Kollerbeck, das in dieser Zeit offenbar schon als Dorf bestand. 1231 erscheint Kollerbeck im Archidiakonatsverzeichnis des Bistums Paderborn als Pfarrort. Die Pfarrei gehörte damals zum Archidiakonat Steinheim. Aus dem Jahr 1240 besteht eine Urkunde, die von Johannes, Priester von Kollerbieke als Zeuge unterzeichnet wurde. Die Pfarrei in Kollerbeck existierte vermutlich bis zum Ende des 15. Jahrhunderts.
1231 erscheint auf einer Urkunde der Name des Edelherren Friedrich von Kollerbeck als Nominus Frethericus der Colribike. Friedrich stammte von den Grafen von Schwalenberg ab und sein Großvater, Graf Widukind I. von Schwalenberg, war der Stifter von Kloster Marienmünster. Friedrich hatte seinen Wohnsitz nach Kollerbeck verlegt und danach den Namen des Dorfes angenommen. Ob die ehemalige Burg von Friedrich erbaut wurde, ist nicht mehr nachzuweisen. Es handelte sich um eine Wasserburg, die nördlich des Dorfes lag und deren Standort noch heute bekannt ist. Laut einer Urkunde von 1358 wurde Kollerbeck zusammen mit der Oldenburg zur einen Hälfte an die Herren von Lippe, zur anderen an das Bistum Paderborn verkauft oder verpfändet. 1803 wurde der Kirchenbesitz im Zuge der Säkularisation verstaatlicht. 1861 errichteten die Bewohner Kollerbecks eine Kirche, die Johannes dem Täufer geweiht wurde, und 1899 wurde Kollerbeck erneut zur selbständigen Pfarrei erhoben.

#### Löwendorf

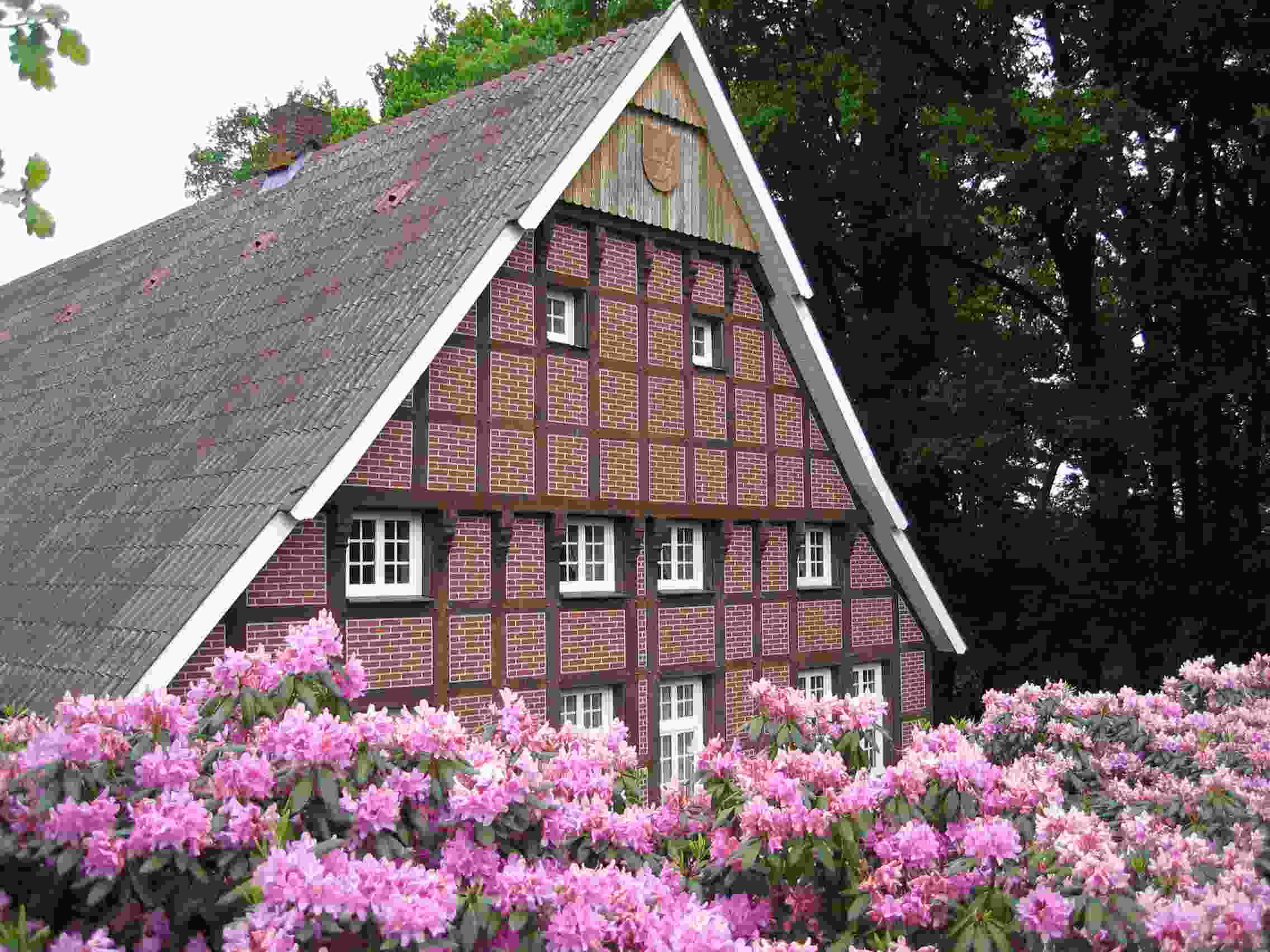
Niederdeutsches Hallenhaus mit Hausinschrift

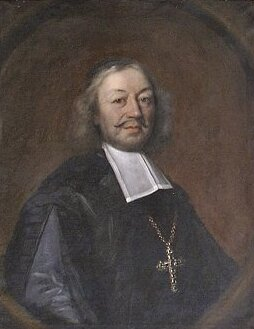
Hermann Werner Wolff-Metternich zur Gracht

Löwendorf zählt zu den wenigen in der Grundstruktur erhaltenen Angerdörfern in Ostwestfalen-Lippe. Der Ort wurde erstmals im 9. Jahrhundert urkundlich als Leveringtorp erwähnt und gilt als eine der ältesten Besitzungen des Klosters Corvey. Löwendorfs historische Siedlungsanlage ist heute noch gut zu erkennen. Um den Dorfteich verteilen sich die ältesten Höfe und die Kapelle aus dem 12. Jahrhundert. Dazu kommt eine östliche Ausdehnung des Ortes, die an ein Straßendorf erinnert. Ein noch heute häufig anzutreffender Haustyp ist das niederdeutsche Hallenhaus als Vierständerbau.
Die Orte Löwendorf, Hohehaus, Saumer und einige weitere später wüst gefallene Orte hatten eine gemeinsame Kirche. Sie befand sich zunächst in dem später verlassenen Dorf Langenhagen, wurde jedoch bald in Löwendorf neu errichtet. Löwendorf wird 1231 als Pfarrort Leverinetrop im Archidiakonat Steinheim erwähnt. Im 16. Jahrhundert wechselte die Verwaltung der Pfarrei offenbar nach Marienmünster. Im 16. und 17. Jahrhundert war die Kirche in Löwendorf über die Grenzen hinaus als Wallfahrtsort bekannt, an dem sich wundersame Heilungen von Krankheiten und Gebrechen ereignet hatten.
Im Jahr 1695 veräußerten die Brüder von Kanne zu Bruchhausen mit Einwilligung des Klosters Corvey das Lehen an den Paderborner Fürstbischof von Wolff-Metternich. Dieser ließ in der Nähe des Angers von Barockbaumeister Ambrosius von Oelde ein Schloss errichten. 1813 wurde das Gut Löwendorf für 12.400 Taler an acht Bauern aus Löwendorf verkauft. Aus Sorge, dass der Besitz wieder in die Hände eines Adligen fallen könnte, rissen die Löwendorfer die Gutsgebäude ab und nutzten die Steine für die Erweiterung der Kirche. Sie wurde 1826 zur heutigen Größe ausgebaut.

#### Münsterbrock
Münsterbrock entstand im 16. Jahrhundert aus den verlassenen Dörfern Katshern, später Ketsen und Asserinchusen. Diese ehemaligen Dörfer waren bereits Güterstandort des Klosters Marienmünster. Einem Vertrag zufolge mussten die Bauern aus Münsterbrock ab 1554 ihre Frondienste zur Hälfte auf der Oldenburg und zur andern Hälfte für das Kloster leisten. Um 1527 taucht erstmals der Name Münsterbrock neben der Bezeichnung Ketsen auf. In den Geschichtsbüchern der Äbte von Marienmünster heißt es: Anno 1527, 15. May, am Vortag des Märtyrers Bonifatius haben wir die ersten Bauern in Ketsen/Münsterbrock aufgenommen.

#### Papenhöfen
Papenhöfen ist, ebenso wie Großenbreden und Kleinenbreden, um 1600 aus dem Dorf Wenden entstanden. Der Ort wurde in den Registern des Klosters Corvey um 980 als Wynithun erwähnt. Hier hatten sich aus Marienmünster stammende Mönche den Zehnten erworben. Im 16. Jahrhundert teilte sich das Gebiet in die Dörfer Großenbreden, Kleinenbreden und Papenhöfen, heute alles Ortsteile der Stadt Marienmünster. Zu Papenhöfen gehört die Bauerschaft Bönekenberg, die diesen Namen erst seit etwa 1430 trägt. Sie entstand aus dem verlassenen Dorf Mechtestorpe oder Mestorp, in dem sich schon im 9. und 10. Jahrhundert Güter des Klosters Corvey befanden.

#### Vörden

Ferdinand von Braunschweig

Vörden ist der zentrale Ort in Marienmünster. Der Zeitpunkt der ersten Besiedlung lässt sich nicht konkret nachweisen. Der Ortsname könnte vom Begriff Furth oder Vurth abstammen. Flache Stellen zum Überqueren von Flüssen werden im Niederdeutschen Vort oder Vorde genannt. Die Schreibweise hat sich im Lauf der Zeit verändert, so dass schließlich Vörden entstand. In der Zeit der Fehden zu Beginn des 14. Jahrhunderts wurde Vörden auf Betreiben des Abtes von Marienmünster von einer Burg, Mauern, Wall und Graben geschützt. 1324 übergab der Abt die Burg und Vörden zusammen mit dem Gogericht an den Paderborner Bischof Bernhard V. und stellte sich damit unter den Schutz der Paderborner Kirche. 1342 erhielt Vörden die Stadtrechte und aus den umliegenden Ortschaften suchten viele Bewohner Schutz hinter den Mauern der Stadt.
Vörden wurde wiederholt von Brandkatastrophen heimgesucht, so in den Jahren 1504, 1511, 1540, 1639, 1857, 1875 und 1909. Im Siebenjährigen Krieg schlug Herzog Ferdinand von Braunschweig 1761 sein Hauptquartier in Marienmünster auf. Verwüstung der Felder, Raub und Plünderungen waren die Folge und Vörden hat wie die ganze Region unter dem Krieg sehr gelitten.
Von jeher war die Wasserversorgung Vördens aufgrund seiner Höhenlage problematisch. Das zeigte sich besonders in trockenen Sommern und bei den häufigen Bränden, wenn das Löschwasser ausging. Deshalb wurde ein Kump eingerichtet. Das Wasser wurde in Röhren, die aus mittels Feuer ausgehöhlten Eichenstämmen bestanden, aus dem Quellgebiet der Hogge in die Stadt geleitet. 1913 wurde eine zentrale Wasserversorgung eingerichtet, und der Kump verlor seine einstige Bedeutung. Der heutige Kump stammt aus dem Jahr 1883 und besitzt rund 80 m3 Fassungsvermögen.
1832 wurde auf dem Hungerberg eine Signalstation der optisch-mechanischen Telegrafie auf der Linie Berlin-Köln-Coblenz errichtet. Aufgrund der technischen Fortschritte in der elektromagnetischen Telegrafie wurde die Station 1849 wieder aufgegeben und man baute das Gebäude zu einer Kapelle um.

### Kriegsende in Marienmünster
Kurz vor dem Ende des Zweiten Weltkriegs, am 5. April 1945, näherte sich die 83. US-Infanteriedivision vom Westen her der Stadt. In Bredenborn war eine Kompanie der deutschen Luftwaffe stationiert, die den Ort gegen die Amerikaner verteidigen sollte. Bürgermeister Ahleke und Dechant Niehaus gelang es, dass Hauptmann Konrad Pessler mit seiner Truppe den Ort verließ und sich in einem nahen Wäldchen verschanzte. In dem folgenden kurzen Gefecht fielen drei deutsche Soldaten, die übrigen gerieten in Kriegsgefangenschaft. Über die amerikanischen Verluste gibt es keine Angaben.
Vörden wurde durch deutsche Jagdpanzer verteidigt, die zwei amerikanische Panzer vernichteten. Als daraufhin der Ort von Artillerie beschossen wurde, hissten beherzte Einwohner die weiße Fahne vom Kirchturm. Zu dieser Zeit befanden sich keine deutschen Truppen mehr in der Stadt, die von den Amerikanern kampflos eingenommen wurde.
Auch Kollerbeck wurde am 5. April von den Amerikanern besetzt. Der Ortsteil Langenkamp wurde von einer Waffen-SS-Einheit verteidigt, die die Amerikaner mit MG-Feuer empfing und bis zum Abend die Stellung hielt. Bei dem heftigen Gefecht kamen keine Einwohner zu Schaden.

### Religionen

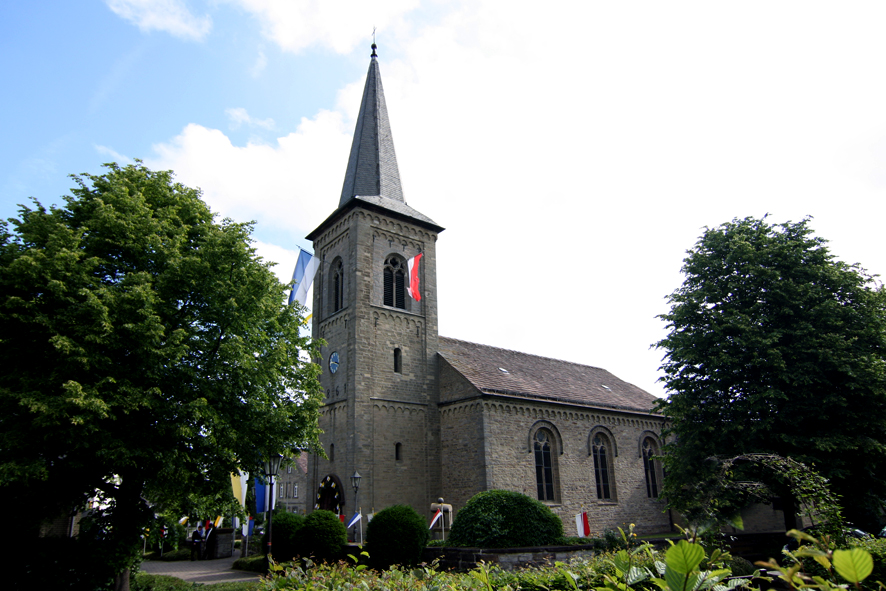
St. Joseph im Ortsteil Bredenborn

Aufgrund der Zugehörigkeit zum ehemaligen Hochstift Paderborn ist die Bevölkerung Marienmünsters traditionell mehrheitlich katholisch. Die fünf katholischen Pfarrgemeinden mit ihren sieben Kirchen sind im Pastoralverbund Marienmünster im Dekanat Höxter des Erzbistums Paderborn organisiert.
Die evangelisch Gläubigen gehören zur Kirchengemeinde Marienmünster-Nieheim. Sie unterhält die Kapelle Marienmünster und zählt zum Kirchenkreis Paderborn der Evangelischen Kirche von Westfalen.
Ein Indiz für die Verteilung der Religionen kann die konfessionelle Zugehörigkeit der Schüler in Marienmünster sein. Demnach gaben im Schuljahr 2006/2007 20,7 % der Schüler evangelisch, 66,7 % katholisch und 0,2 % islamisch als Religionszugehörigkeit an. 5,1 % gaben eine andere Religionszugehörigkeit und 7,3 % keine Konfession an.

### Eingemeindungen
Mit dem „Gesetz zur Neugliederung des Kreises Höxter“ vom 2. Dezember 1969 wurde am 1. Januar 1970 die neue Stadt Marienmünster durch den Zusammenschluss der Städte Bredenborn und Vörden sowie der Gemeinden Altenbergen, Born, Bremerberg, Eilversen, Großenbreden, Hohehaus, Kleinenbreden, Kollerbeck (mit Langenkamp), Löwendorf (mit Saumer), Münsterbrock (mit Abtei und Oldenburg) sowie Papenhöfen (mit Bönekenberg) gebildet. Das Amt Vörden, dem alle genannten Gemeinden angehörten, wurde aufgelöst. Nachdem Uneinigkeit über den Namen der neuen Gemeinde bestand, da sowohl Bredenborn als größte Ortschaft, als auch Vörden als früherer Amtssitz und Standort des Rathauses den jeweils eigenen Namen wollten, beschloss man, die neue Gemeinde nach der alten Abtei „Marienmünster“ zu benennen.

### Einwohnerentwicklung
Die folgende Übersicht zeigt die Einwohnerzahlen der Stadt Marienmünster nach dem jeweiligen Gebietsstand. Bei den Zahlen handelt es sich bis 1970 um Volkszählungsergebnisse und ab 1975 um amtliche Fortschreibungen des Statistischen Landesamtes. Die Zahlen für 1975, 1980 und 1985 sind geschätzte Werte, die Zahlen ab 1990 Fortschreibungen auf Basis der Ergebnisse der Volkszählung von 1987, ab 2012 Fortschreibungen auf Basis des Zensus 2011. Die Angaben beziehen sich bis 1985 auf die Wohnbevölkerung und ab 1987 auf die „Bevölkerung am Ort der Hauptwohnung“.

Bevölkerungsentwicklung in Marienmünster von 1950 bis 2007 (untere Linie: jeweiliger Gebietsstand, obere Linie: heutiger Gebietsstand)

| Jahr    | Einwohner |
| ------- | --------- |
| 19501,2 | 5407      |
| 19611,2 | 4503      |
| 19691,2 | 4829      |
| 19701   | 4720      |
| 1974    | 5014      |
| 1975    | 4994      |
| 1980    | 4987      |

| Jahr  | Einwohner |
| ----- | --------- |
| 1985  | 5004      |
| 19871 | 4908      |
| 1990  | 5145      |
| 1995  | 5233      |
| 2000  | 5505      |
| 2005  | 5516      |
| 2007  | 5523      |

| Jahr | Einwohner |
| ---- | --------- |
| 2008 | 5431      |
| 2011 | 5263      |
| 2012 | 5230      |
| 2015 | 5147      |
| 2017 | 5012      |
| 2022 | 4970      |

1 Volkszählungsergebnis

2 Gemeinden des Amts Vörden, die am 1. Januar 1970 zur Stadt Marienmünster zusammengeschlossen wurden

## Politik
Die politische Einstellung der Bevölkerung ist traditionell überwiegend katholisch-konservativ. In der Weimarer Republik erhielt deshalb die Zentrumspartei absolute Mehrheiten bei den Reichstagswahlen. Bis 2014 erzielte die CDU die absolute Stimmenmehrheit. Bei den Kommunalwahlen teilt sich diese Wählerklientel zwischen der CDU (mit relativer Mehrheit) und der Unabhängigen Wählergemeinschaft (UWG) auf, die seit den 1980er Jahren erfolgreich kandidiert.

### Stadtrat
- SPD: 3
- Grüne: 4
- UWG: 3
- WGB: 2
- CDU: 8

Die folgende Tabelle zeigt die Zusammensetzung des Stadtrates und die Kommunalwahlergebnisse seit 1975:
|                | 2020  | 2020  | 2014  | 2014 | 2009  | 2009  | 2004  | 2004  | 1999  | 1999  | 1994  | 1994  | 1989  | 1989  | 1984  | 1984  | 1979  | 1979  | 1975  | 1975  |
| Partei         | Sitze | %     | Sitze | %    | Sitze | %     | Sitze | %     | Sitze | %     | Sitze | %     | Sitze | %     | Sitze | %     | Sitze | %     | Sitze | %     |
| -------------- | ----- | ----- | ----- | ---- | ----- | ----- | ----- | ----- | ----- | ----- | ----- | ----- | ----- | ----- | ----- | ----- | ----- | ----- | ----- | ----- |
| CDU            | 08    | 36,91 | 11    | 48,0 | 12    | 50,60 | 12    | 54,33 | 13    | 55,39 | 13    | 49,46 | 10    | 42,72 | 11    | 47,96 | 13    | 62,30 | 16    | 74,67 |
| UWG1           | 03    | 16,18 | 05    | 21,5 | 04    | 19,52 | 04    | 15,97 | 03    | 18,31 | 05    | 18,09 | 05    | 24,24 | 05    | 22,59 | 06    | 26,83 | 05    | 25,33 |
| SPD            | 03    | 13,19 | 04    | 19,9 | 03    | 17,00 | 03    | 15,75 | 04    | 15,80 | 06    | 21,79 | 03    | 16,54 | 02    | 08,46 | 02    | 10,40 | –     | −     |
| WGB2           | 02    | 11,41 | 02    | 10,8 | 03    | 12,88 | 03    | 13,95 | 02    | 10,50 | 03    | 10,65 | 02    | 10,88 | 02    | 12,64 | –     | –     | –     | –     |
| GRÜNE          | 04    | 20,84 | –     | –    | –     | –     | –     | –     | –     | –     | –     | –     | 01    | 05,63 | 01    | 08,15 | –     | –     | –     | −     |
| Einzelbewerber | –     | 1,47  | −     | −    | −     | −     | −     | −     | −     | −     | −     | −     | 0     | 00,20 | 0     | 00,47 | −     | −     |       |       |
| Gesamt3        | 20    | 100   | 22    | 100  | 22    | 100   | 22    | 100   | 22    | 100   | 27    | 100   | 21    | 100   | 21    | 100   | 21    | 100   | 21    | 100   |

### Bürgermeister
Bürgermeister von Marienmünster ist der parteilose Josef Suermann, der am 27. September 2020 in einer Stichwahl mit 55,55 % der gültigen Stimmen gewählt wurde.
Sein Vorgänger, Robert Klocke (parteilos), wurde am 30. August 2009 erstmals mit 52,6 % der gültigen Stimmen gewählt. Am 13. September 2015 wurde Robert Klocke mit 57,3 % der gültigen Stimmen wiedergewählt. Bei der Bürgermeisterwahl 2020 trat er nicht mehr zur Wahl an.
Dessen Vorgänger Ulrich Jung (CDU) wurde am 26. September 2004 mit 65,5 % der gültigen Stimmen wiedergewählt, nachdem er am 12. September 1999 bereits für die vorhergehende Amtsperiode mit 62,8 % der gültigen Stimmen gewählt wurde. Er trat 2009 nicht mehr an.

### Wappen, Flagge und Siegel

Stadtwappen

Der Stadt Marienmünster ist mit Urkunde des Regierungspräsidenten in Detmold vom 25. Juli 1973 das Recht zur Führung eines Wappens, einer Flagge und eines Banners verliehen worden (§ 2 der Hauptsatzung der Stadt Marienmünster).
Beschreibung des Wappens:

„In Silber (Weiß) eine rote Kirche mit drei schwarzbedachten Türmen, der mittlere Turm mit einer barocken Haube. Unter dem schwarzen Satteldach zwischen den Seitentürmen ein goldener (gelber) achtstrahliger Stern.“
Das Wappen zeigt stilisiert die Abteikirche Marienmünster, die der zum 1. Januar 1970 gebildeten Stadt ihren Namen gab. Sie bildet das einende Element zwischen Stadt, Bevölkerung und Kirche.
Beschreibung der Flagge:

„Von Rot und Weiß längsgestreift mit dem von der Mitte zur Stange verschobenen Stadtwappen.“
Beschreibung des Banners:

„Von Rot und Weiß längsgestreift mit dem Stadtwappen im oberen Drittel.“
Die Stadt führt ein Dienstsiegel mit dem Stadtwappen.
Beschreibung des Siegels:

Umschrift oben: STADT, Umschrift unten: MARIENMÜNSTER,

Siegelbild: Im Schriftgrund der Wappenschild, in dem der Inhalt des Stadtwappens in Umrissen wiedergegeben ist.

### Städtepartnerschaften
Seit 1991 besteht eine Partnerschaft mit der Stadt Schönewalde in Brandenburg. Anfänglich zur Unterstützung beim Aufbau der kommunalen Selbstverwaltung finden zwischenzeitlich Begegnungen zwischen befreundeten Vereinen, insbesondere den Freiwilligen Feuerwehren, statt.
Darüber hinaus ist Marienmünster Mitglied des Städtebundes der Neuen Hanse.

## Kultur und Sehenswürdigkeiten

### Theater
In Marienmünster existiert kein Theaterbau. In den Ortsteilen Altenbergen und Bredenborn führen Laienschauspieler in unregelmäßigen Abständen Theaterstücke auf.

### Museen
In Marienmünster gibt es kein Museum, jedoch einen Aussichts- und Museumsturm. Dieser erinnert an die Station Nr. 30 der optischen Telegrafenlinie von Berlin nach Koblenz.

### Musik
In Marienmünster gibt es sechs Chorgemeinschaften, einen Spielmannszug und einen allgemeinen Musikverein.

### Bauwerke

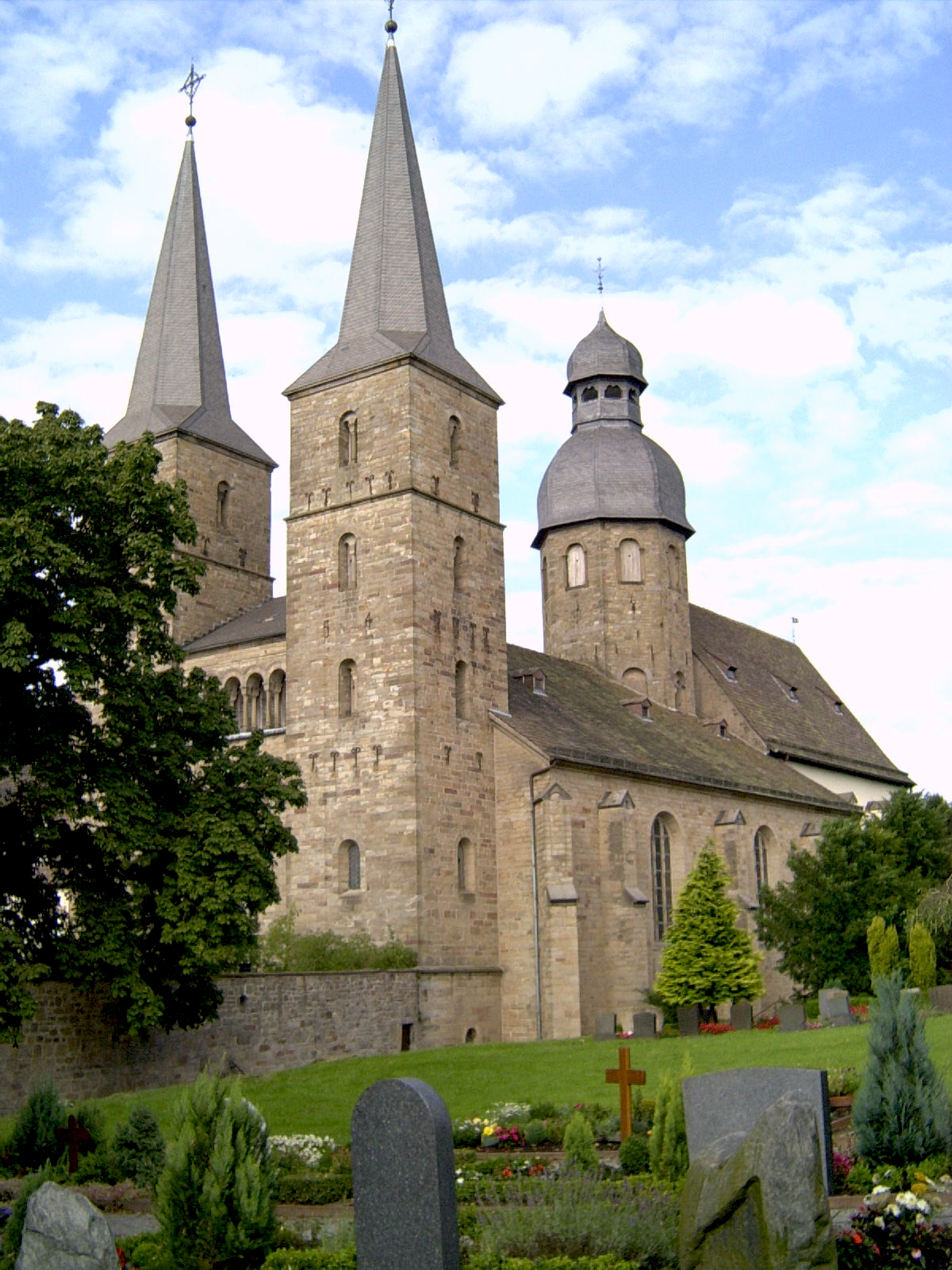
Abtei Marienmünster

Das bekannteste Bauwerk ist die ehemalige Benediktinerabtei Marienmünster mit der Pfarrkirche St. Jakobus der Ältere und Christophorus. Es wurde 1128 gegründet und 1803 aufgehoben. Der romanische Bau von 1150 wurde im 17. Jahrhundert erheblich umgebaut. Das basilikale Langhaus wurde in eine Halle umgebaut und der Vierungsturm erhöht. Nach Osten ergänzte man einen dreijochigen Chor und später auch die Sakristei. Im Inneren der Kirche befindet sich eine Orgel von Johann Patroclus Möller. Westlich der Abteikirche liegt die Grotte Mutter der Heiligen Hoffnung, die heute eine Pilgerstätte ist.
Die Oldenburg ist die Stammburg der Grafen von Schwalenberg. Die Befestigung mit Wall und Graben wurde vermutlich um 1100 angelegt. In ihrem Zentrum liegt ein mächtiger Wohnturm, der wohl in der zweiten Hälfte des 14. Jahrhunderts errichtet und 1687 erneuert wurde. Ähnliche Turmhäuser befinden sich in Beverungen und Lichtenau. Aus der Zeit des Umbaus stammt sicherlich auch das barocke Wirtschaftsgebäude in der Vorburg (jetzt Ruine).
Das Schloss Vörden ist ein barockes Herrenhaus mit Schlosspark. Erhalten ist auch die Hungerbergkapelle, die ein Teil einer vollständigen Kreuzweganlage mit 14 Stationen ist. Bis 1959 diente das Windrad von Altenbergen zur Wasserversorgung des gleichnamigen Ortes. Es liegt östlich der Ortschaft.

### Parks
Die Gartenanlage der Abtei Marienmünster ist in kirchlichem Besitz, bis auf den Pastoratsgarten und den Wirtschaftshof aber öffentlich zugänglich. Von den ursprünglich barocken Gartenanlagen und den einstigen Nutzgärten ist heute nur noch wenig erkennbar. Der Kirchhof wird heute als Friedhof genutzt, der Klosterfriedhof wurde wie auch die ehemaligen Nutzgärten zu einer pflegeleichten Grünanlage umgestaltet. Der von hohen Mauern eingefasste Pastoratsgarten, vormals ein barocker Lustgarten, ist nur noch durch die Bodenmodellierung erkennbar und wird zum Teil als Parkplatz und als Wiese genutzt. Weitere Teile der ehemaligen Anlage wurden bebaut.
Der Schlosspark Vörden ist Privateigentum, jedoch auf seiner gesamten Größe von etwa 3 ha öffentlich zugänglich. Über die Entstehungs- und Entwicklungsgeschichte des Parks ist bisher wenig bekannt. Die Stadtmauer der Stadt Vörden umfasste die damalige Burg, die auf dem Gelände des heutigen Schlosshofes stand. Der Park liegt im Bereich vor der Stadtmauer. Eine historische Ansicht aus der Mitte des 19. Jahrhunderts zeigt das Schloss mit einer Stützmauer am steil abfallenden Schlosshang. Früher befand sich dort, vor der Stadtmauer, der Stadtgraben. Auf einer Aufnahme von 1898 ist ein zeittypischer Landschaftspark mit Umgangswegen und verschiedenen Gehölzgruppen zu sehen. In den 1920er Jahren wurde der Schlosshang durch eine zweite Terrassenmauer umfasst, so dass er heute zweifach durch starke Stützmauern terrassiert ist. Zwischen diesen Stützmauern entstand eine große Grasterrasse, die heute für die jährlichen Schützenfeste des Ortes genutzt wird. Nach dem Zweiten Weltkrieg wurden Teile des Parks zur Holzgewinnung und als Sichtschutz aufgeforstet, wodurch der Park in den 1960er Jahren sein Gepräge als Landschaftspark mehr und mehr verlor. Beginnend mit den 1960er Jahren wurden Parkflächen zudem zunehmend als Viehweide genutzt. Einige alte Solitärbäume im Park weisen auf die ehemalige Schönheit des Landschaftsparks hin.

### Naturdenkmale und Naturschutzgebiete
Die nennenswerten Naturdenkmale im Stadtgebiet sind eine ehemalige Mergelkuhle östlich von Großenbreden, der Tümpel Kolk etwas weiter östlich, ein Aufschluss im Unteren Gipskeuper nördlich von Vörden am Fuß des Hungerbergs und die Karstquelle des Bangerngrabens in Bredenborn. Darüber hinaus sind mehrere Solitärbäume als Naturdenkmale ausgewiesen.
Marienmünster hat neben Nieheim und Steinheim Anteil am etwa 363,8 Hektar großen Naturschutzgebiet Emmeroberlauf und Beberbach.

### Sport
In Marienmünster existieren fünf allgemeine Sportvereine und ein Fahr- und Reitverein. Ihnen stehen sieben Sportplätze und drei Sporthallen im Stadtgebiet zur Verfügung. In den Ortsteilen Bredenborn, Kollerbeck und Vörden unterhalten Tennisvereine eigene Anlagen. Im Ortsteil Vörden gibt es eine Minigolfanlage mit 18 Bahnen.

## Wirtschaft und Infrastruktur

### Verkehr
Die Bundesstraße 239 durchquert von Steinheim kommend das Stadtgebiet von Marienmünster in Richtung Höxter in West-Ost-Richtung.
Im Stadtgebiet gibt es weder Bahnhöfe noch Bahnlinien. Die nächsten Regionalbahnhöfe befinden sich in Steinheim, in etwa 12 km Entfernung, sowie in Brakel und Höxter, beide in etwa 16 km Entfernung, der nächstgelegene Fernbahnhof ist Altenbeken in 25 km Entfernung.
Marienmünster gehört zum Bereich des Nahverkehrsverbunds Paderborn-Höxter („Hochstift-Tarif“). Busse verkehren regelmäßig nach Brakel, Nieheim, Steinheim und Höxter.
Der Flughafen Paderborn/Lippstadt liegt in südwestlicher Richtung etwa 66 km entfernt.
Durch Marienmünster führt die etwa 500 km lange Wellness-Radroute Teutoburger Wald, die als Radrundweg ausgeführt ist.

### Medien
An Tageszeitungen erscheinen die Neue Westfälische und das Westfalen-Blatt, sie berichten an sechs Tagen pro Woche über lokale Ereignisse. Die Mantelausgabe beider Zeitungen wird von den jeweiligen Hauptredaktionen aus Bielefeld bezogen. Zudem erscheint vierteljährlich im Hochstift Paderborn und dem Corveyer Land die Zeitschrift Die Warte für die Kreise Paderborn und Höxter, mit Beiträgen zur Regionalgeschichte, Literatur und Kunst.
Marienmünster gehört zum Berichtsgebiet des Regionalstudios Bielefeld des WDR. Seit 1991 sendet Radio Hochstift, das insbesondere regionale Themen aufgreift.

### Öffentliche Einrichtungen
Für die offene Jugendarbeit unterhalten die Katholische Kirche in Vörden und die Kolpingsfamilie in Bredenborn Jugendheime.
Die Freiwillige Feuerwehr in Marienmünster gliedert sich in zehn Löschgruppen. Zusammen hat sie 310 Mitglieder, von denen 221 aktiv sind (Stand 2013).
Im Stadtteil Vörden existiert ein Freizeithallenbad mit Lehrschwimmbecken, Whirlpool und Sauna.

### Bildung
In der Stadt Marienmünster gibt es eine Grundschule in Vörden. Der Betrieb der Grundschule Kollerbeck wurde im Sommer 2009 eingestellt; derjenige der Grundschule in Bredenborn 2015. Schüler, die Realschulen, Gymnasien, Gesamtschulen, Sekundarschulen und Förderschulen besuchen, werden mit Bussen in die umliegenden Städte Bad Driburg, Höxter, Nieheim, Steinheim und Brakel gefahren.
Im Jahr 2007 wurden an den Schulen der Stadt mit 23 Lehrkräften insgesamt 412 Schüler unterrichtet, davon 68 % an den Grundschulen und 32 % an der Hauptschule.
Außerdem betreibt die Stadt Marienmünster zusammen mit der Stadt Höxter die Volkshochschule Höxter-Marienmünster. Des Weiteren gibt es in Marienmünster zwei städtische Kindergärten und einen Kindergarten in kirchlicher Trägerschaft.
Die Musikschule Marienmünster existiert seit 1977 und ist in kommunaler Trägerschaft. Sie bietet Unterricht der musikalischen Früherziehung sowie die Ausbildung an verschiedensten Musikinstrumenten.

### Ansässige Unternehmen
Marienmünster zeichnet sich durch eine mittelständische Wirtschaftsstruktur aus, Großunternehmen sind nicht ansässig. Bedeutendster Erwerbszweig in absoluten Zahlen ist das verarbeitende Gewerbe. Von den knapp unter 1000 in der Stadt Beschäftigten sind etwas mehr als 39 % in diesem Erwerbszweig tätig. Das Verhältnis von Erwerbstätigen zu Einwohnerzahl in der Stadt liegt bei rund 18,2 %. Ein großer Teil der ansässigen sozialversicherungspflichtig Beschäftigten sind Auspendler.
Ein ortsansässiges Unternehmen ist die Firma Lineol, ein Hersteller von Massefiguren.

## Persönlichkeiten

### Söhne und Töchter der Stadt
Folgende bekannte Persönlichkeiten wurden in Marienmünster geboren:
- 1811: Albrecht von Roeder, geboren im Ortsteil Vörden, Gründer der Ortschaft Cat Spring im Austin County, Texas, USA.

### Weitere Persönlichkeiten
Nicht in Marienmünster geboren, aber hier gelebt und/oder gewirkt haben:
- Günther I. von Schwalenberg, Gründer der Abtei Marienmünster
- Bernhard von Lippe (1277–1341), finanzieller Unterstützer der Abtei Marienmünster
- Leander van Eß (1772–1847), zeitweise Mönch in der Abtei Marienmünster
- Johann Patroclus Möller (1698–1772), Erbauer der Orgel der Abtei Marienmünster
- Hans-Hermann Jansen (* 1960), künstlerischer Leiter der Gesellschaft der Musikfreunde der Abtei Marienmünster
- Walter Steffens (* 1934), Komponist, Professor an der Musikhochschule Detmold

## Sonstiges
Die Ortschaft Vörden wurde 1999 mit dem Titel „Staatlich anerkannter Luftkurort“ ausgezeichnet.